# Azovske, Henicesk
Azovske (în ucraineană Азовське) este localitatea de reședință a comunei Frunze din raionul Henicesk, regiunea Herson, Ucraina.

## Demografie
Componența lingvistică a localității Azovske
     Ucraineană (48,77%)
     Rusă (43,02%)
     Alte limbi (0,25%)
Conform recensământului din 2001, nu exista o limbă vorbită de majoritatea populației, aceasta fiind compusă din vorbitori de ucraineană (48,77%) și rusă (43,02%).